# Enantiodes consanguinea
Enantiodes consanguinea là một loài bướm đêm trong họ Geometridae.